# If You're Too Shy (Let Me Know)
If You're Too Shy (Let Me Know) è un singolo del gruppo musicale britannico The 1975, pubblicato il 3 aprile 2020 come sesto estratto dal quarto album in studio Notes on a Conditional Form.

## Video musicale
Il video musicale, diretto da Adam Powell, è stato reso disponibile il 23 aprile 2020 in concomitanza con l'uscita del singolo.

## Tracce
Testi e musiche di Adam Hann e Matthew Healy.
1. If You're Too Shy (Let Me Know) (Edit) – 4:00
2. If You're Too Shy (Let Me Know) – 5:19

## Formazione
Gruppo
- Matthew Healy – voce, chitarra, tastiera, pianoforte, banjo
- George Daniel – cori, sintetizzatore, batteria, tastiera, pianoforte
- Adam Hann – chitarra
- Ross MacDonald – basso, contrabbasso

Altri musicisti
- FKA twigs – voce narrante

Produzione
- George Daniel – produzione
- Matthew Healy – produzione
- Jonathan Gilmore – produzione, ingegneria del suono
- Luke Gibbs – assistenza all'ingegneria del suono
- Mike Crossey – missaggio
- Stephen Sesso – assistenza al missaggio
- Robin Schmidt – mastering

## Successo commerciale
In Italia il brano è stato l'82º più trasmesso dalle radio nel 2020.

## Classifiche
| Classifica (2020) | Posizione massima |
| ----------------- | ----------------- |
| Belgio (Vallonia) | 94                |
| Croazia           | 47                |
| Irlanda           | 13                |
| Regno Unito       | 14                |